# Người về từ Sao Hỏa (tiểu thuyết)
"Người về từ Sao Hỏa" (tên gốc: The Martian) là một tiểu thuyết khoa học viễn tưởng đầu tay của Andy weir mở đầu cho các tiểu thuyết sau này của ông. Tác phẩm xuất hiện lần đầu trên website của ông vào năm 2011. Vào năm 2014, tác phẩm được tái xuất bản sau khi nhóm xuất bản Crown mua quyền độc quyền xuất bản. Câu chuyện theo chân một phi hành gia người Mỹ tên là Mark Watney khi anh bị bỏ rơi trên Sao Hỏa vào năm 2035 và anh phải tự ứng biến để đối đầu với các trở ngại trên hành tinh đỏ để sống sót.
Tác phẩm được chuyển thể thành phim với tên gọi giống với tiểu thuyết, bộ phim được đạo diễn bởi Ridley Scott với Matt Damon là diễn viên chính. Bộ phim được công chiếu vào tháng 10 năm 2015.

## Các giải thưởng và vinh danh
Bộ phim này đã được chuyển thể thành hơn 45 ngôn ngữ và vài bản đã đạt được các giải thưởng quý giá.
Tại lễ trao giải Hugo năm 2016, Weir thắng giải John W. Campbell cho Nhà Văn Mới Hay Nhất cho tiểu thuyết còn phiên bản kịch bản màn hình rộng cũng thắng giải cho Phim Dài Hay Nhất tại cùng một sư kiện.
Solanum watneyi - một loại cà chua bụi từ Úc, được đặt theo tên của nhà thực vật học hư cấu trong truyện là Mark Watney.
được đưa vào sách giáo khoa môn ngữ văn của Việt Nam.^